# Altona (Indiana)
Altona è un comune (town) degli Stati Uniti d'America della contea di DeKalb nello Stato dell'Indiana. La popolazione era di 197 persone al censimento del 2010.

## Storia
Un ufficio postale è stato creato ad Altona nel 1874, e rimase in funzione fino al 1913.

## Geografia fisica
Altona è situata a 41°21′03″N 85°09′10″W (41.350941, -85.152820).
Secondo lo United States Census Bureau, ha un'area totale di 0,22 miglia quadrate (0,57 km²).

## Società

### Evoluzione demografica
Secondo il censimento del 2010, c'erano 197 persone.

### Etnie e minoranze straniere
Secondo il censimento del 2010, la composizione etnica della città era formata dal 98,5% di bianchi, lo 0,5% di nativi americani, e l'1,0% di due o più etnie. Ispanici o latinos di qualunque razza erano l'1,0% della popolazione.